# 1804

## أحداث
- تأسيس مدينة نيوكاسل وتقع حاليا في أستراليا.
- بداية الحرب الروسية الفارسية في 1804 والتي انتهت في 24 أكتوبر 1813.
- 1 يناير - نهاية الحكم الفرنسي في الهايتي.
- مذبحة النيازيون - ضد النبلاء والأعيان المؤيدين للدولة العثمانية في صربيا.

## مواليد
- آغا خان الأول
- أحمد بن أبي الضياف
- أحمد فارس الشدياق
- بينجامين دزرائيلي
- بينيتو خواريز
- جورج ساند
- جون ستانيفورد روبنسون
- ريتشارد أوين
- فرانكلين بيرس
- فلهيلم إدوارد فيبر
- ناثانيال هاوثورن
- هنري ستيوارت فوت
- هنري هاولاند كرابو
- هنريك لينز
- ويليام بارتون روجرس
- يوهان شتراوس الأب

## وفيات
- أحمد باشا الجزار
- أنطوان بوميه
- إيمانويل كانت
- بيير ميشان
- جامفيل غياتسو
- جوزيف بريستلي
- جوزيف كونيو